# Las vas a pagar
«Las vas a pagar», también conocida como "Me las vas a pagar" y "Me las pagarás" es un sencillo lanzado en 2003 y una pista adicional del álbum de 2004 Impacto Certero del grupo de hip hop chileno Tiro de Gracia. Es cantada por Lenwa Dura principalmente, el coro, acompañamientos y pequeñas partes por Juan Pincel.
La letra habla sobre temas duros y reales, principalmente en contra de la pedofilia y el abuso de menores, el abuso de drogas y lo que lleva a la perdición.
Esta canción fue encargada por el Servicio Nacional de Menores de Chile (SENAME) para su campaña contra el abuso de menores en dicho país.
Muestra la dura temática consciente que pasa en la sociedad de hoy, asimilándose a temas anteriores de Lenwa como Viaje sin rumbo y Eso de ser papá.